# Giovanni Messe
Giovanni Messe (Mesagne, 1883. december 10. – Róma, 1968. december 18.) olasz katona, politikus. Mindkét világháborúban részt vett. A másodikban marsallként irányította az Észak-afrikai hadjáratot és harcolt a Keleti-fronton.

## Élete

### Katonaként
1883. december 10-én született az olaszországi Mesagneban. 1902-ben önként belépett az Olasz hadseregbe. A rákövetkező évben már altisztként részt vett a Bokszerlázadás leverése utáni nemzetközi megszállásban. 1910-ben a Modena Katonai Iskolában tanult és itt kapott diplomát. Az 1912-ben kitört Olasz-török háborúban is harcolt, ahol már hadnagy és mielőtt véget ért volna a háború előléptették századossá. Az első világháborúban Messe egy zászlóalj és egy rohamcsapat parancsnoka is volt. 1918 júliusában a Monte Grappa-nál vívott csatában kitüntette magát. Közvetlenül a háború után 1920-ban egy Bersaglieri egység parancsnoka volt Albániában. Ezek után már mint ezredes a hadügyminisztériumban szolgált, majd 1935-től az úgynevezett Celere brigád parancsnoka lett. Részt vett az 1935-36-os Abesszíniai háborúban mint dandártábornok és a Cosseria hadosztály helyettes parancsnoka volt. Visszatérve Olaszországba a gyorsreagálású csapatok helyettes parancsnoka lett.
1938 áprilisától a 3. Celere hadosztály parancsnoka, majd az Albániát megszálló erők helyettes parancsnoka. Részt vett az Olasz-görög háborúban. 1941 júliusától altábornagy és a Corpo di Spedizione Corpo di Spedizione Italiano in Russia (röv.:CSIR, Oroszországi Expedíciós Hadtest) vezetője volt. 1942 júliusában Messe egységét átnevezték a XXXV. hadtestre. 1942 júliusától november 1-ig a Szovjetunió elleni szövetséges támadásban részt vevő olasz erők parancsnoka. 1943. legelején Tunéziába vezényelték az ottani olasz erők parancsnokának, Ettore Bastico utódjául. Egységei az előrenyomuló szövetséges erők támadásai ellen védekeztek, de végül még az év májusában megadta magát az Afrikában állomásozó olasz hadsereg. Maga Messe a fegyverletétel előtt néhány nappal megkapta a marsalli (tábornagyi) előléptetését. Néhány hónappal fogságba esése után az Olasz kormány az olasz diktátort, Benito Mussolinit lemondatta és Olaszország a szövetségesek előtt kapitulált. Az új kormány létrejöttét követően sok más tábornokkal ellenben a Köztársaság mellé állt és annak hadseregének lett a vezérkari főnöke. Ezt a posztot egészen 1945-ig be is töltötte. 1945-ben vonult nyugdíjba, 44 év szolgálat után.

### A katonai szolgálat után
Messe nyugállományba kerülése után politikus lett. 1953. június 25. és 1958. június 11. között az olasz parlament szenátora volt több párt színeiben. Ezen kívül ő volt az Olasz Veteránok Szövetségének az alapítója és az elnöke. Élete utolsó éveiben több könyvet is írt. Giovanni Messe, az Olasz Hadsereg marsallja Rómában, 1968. december 18-án hunyt el.